# Ligosullo
Ligosullo (Liussûl in friulano standard, Liussjûl in friulano carnico) è un centro abitato di 92 abitanti del comune di Treppo Ligosullo nella provincia di Udine in Friuli-Venezia Giulia.
Fino al 31 dicembre 2018 costituiva, assieme alla frazione di Murzalis, un comune autonomo, che confinava con i comuni di Paluzza, Paularo e Treppo Carnico. Al tempo era il più piccolo comune della Carnia in termini di abitanti

## Geografia fisica
Ligosullo sorge a 949 m s.l.m. in Val Pontaiba, in Carnia. La valle prende il nome dal torrente omonimo che sorge sotto al centro abitato. Questo corso d'acqua divide le pendici di due catene montuose molto adatte e famosi per l'escursionismo. Queste catene montuose sono quella del Dimon e quella del Tersadia. 

Posizione dell'ex comune di Ligosullo nell'ex provincia di Udine.

Le più famose vette della catena del Tersadia sono:
- Monte Tersadia (1959 m s.l.m.)
- Monte Cucco (1804 m s.l.m.)
- Cima Valmedan (1810 m s.l.m.)

Le più famose vette della catena del Dimon sono:
- Monte Dimon (2046 m s.l.m.)
- Monte Paularo (2043 m s.l.m.)
- Monte Neddis (1990 m s.l.m.)
- Cima Val di Legnan (1709 m s.l.m.)
- Monte Culet (1549 m s.l.m.)

Tutte queste vette sono raggiungibili da sentieri contrassegnati dalla CAI.
Dall'intera catena del Dimon, completamente raggiungibile dal piazzale al Castel Valdajer, si può raggiungere anche la Malga Pramosio in comune di Paluzza. Sottostante al Monte Dimon è anche presente l'omonimo laghetto glaciale, ad altitudine 1852 m s.l.m.
Sul Monte Culet sono presenti sistemi di bunker scavati dal Regio Esercito in occasione della Grande Guerra in difesa contro gli austro-ungarici.
Dalla catena del Tersadia invece si può raggiungere Rivalpo-Valle e Arta Terme.

## Curiosità
Nel vecchio territorio comunale i cognomi più rappresentati sono Craighero, Morocutti e Moro.

## Viabilità
L'abitato è raggiungibile dalla SR UD 24 che partendo da Paluzza, attraversa Treppo Carnico, e continua in direzione Paularo superando il Passo Duron. Un'altra strada che porta a Ligosullo è la SP UD 32 che si separa dalla sopracitata SP UD 24 e attraversa i paesini di Tausia e Murzalis, intersecandosi di nuovo con la stessa strada da cui si era separata, sotto all'abitato di Ligosullo.

## Località
L'abitato è diviso in molte località:
- Cjasenove
- Curiò
- Barc
- Su gleisie
- Saldai
- Ronc dal Neit
- Val
- Varleit
- Duron

## Storia
Il primo insediamento risale all'anno mille, ma solo alla fine del '200 Ligosullo compare in documenti ufficiali. Il Comune sorse nel Medioevo ed era, all'inizio, retto da un Meriga. 
Passò nel 1420 sotto il controllo della Serenissima mentre nel 1797, con il Trattato di Campoformido venne ceduto all'Austria. Dopodiché venne incorporato nel Napoleonico Regno d'Italia. Nel 1813 ritornò all'Austria e venne unito assieme a tutti i paesi della Val Pontaiba nel comune di Treppo. Nel 1841 si distaccò da questo comune con la frazione di Murzalis, formando un comune autonomo. Esso costituiva il più piccolo comune della Carnia. 
Venne inglobato del Regno d'Italia nel 1866. Durante la prima guerra mondiale fu un punto cruciale per la difesa dagli austroungarici. 
Nel dopoguerra la situazione rimase questa fino alla fusione:
Il comune di Ligosullo confluisce dal 1º febbraio 2018 assieme a Treppo Carnico nel nuovo comune di Treppo Ligosullo come da legge regionale 28 dicembre 2017, n. 47.

### Simboli
Lo stemma e il gonfalone di Ligosullo erano stati concessi con decreto del presidente della Repubblica del 25 giugno 1952.
Stemma
Gonfalone

## Monumenti e luoghi d'interesse

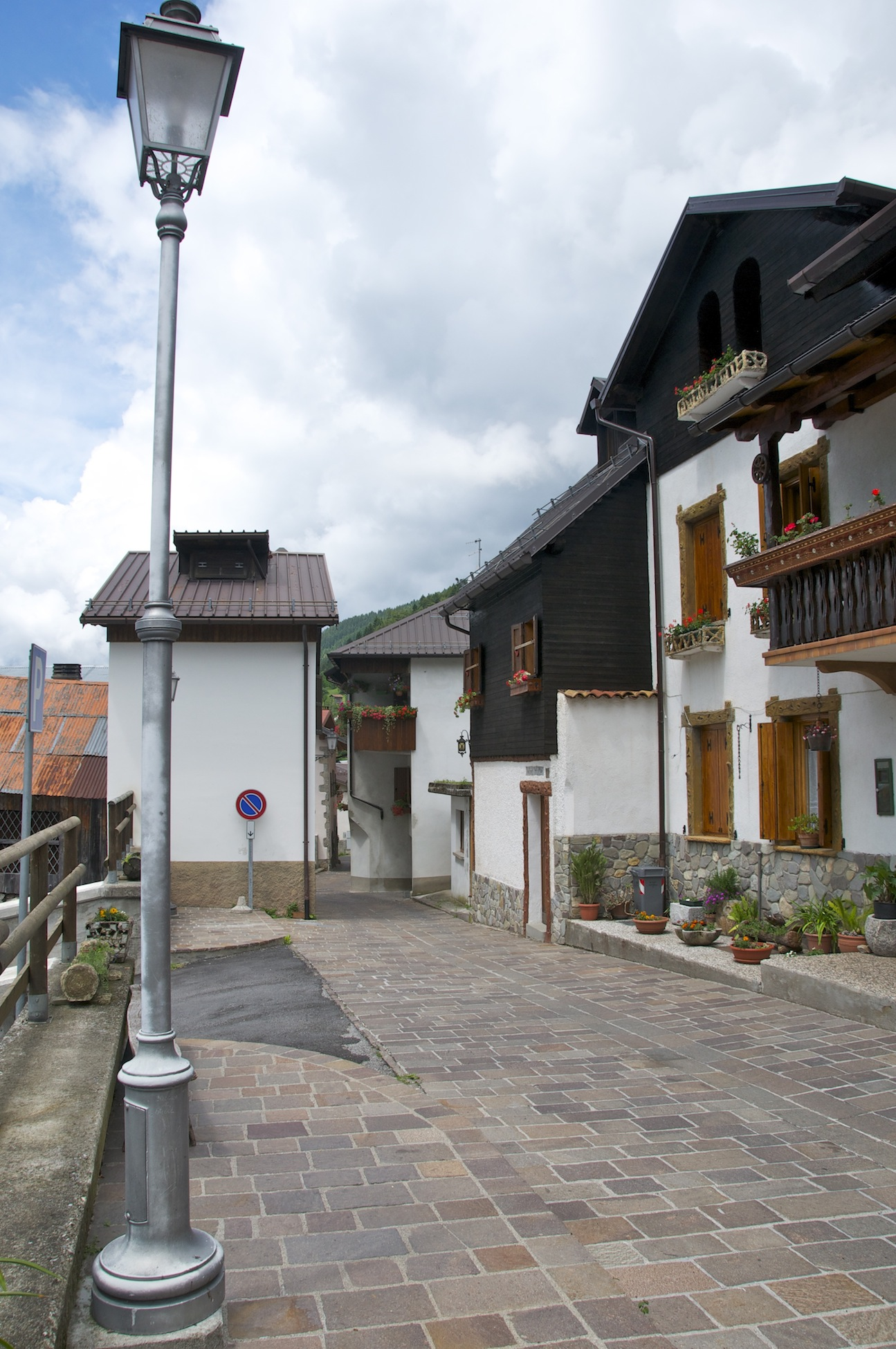
Veduta interna del paese

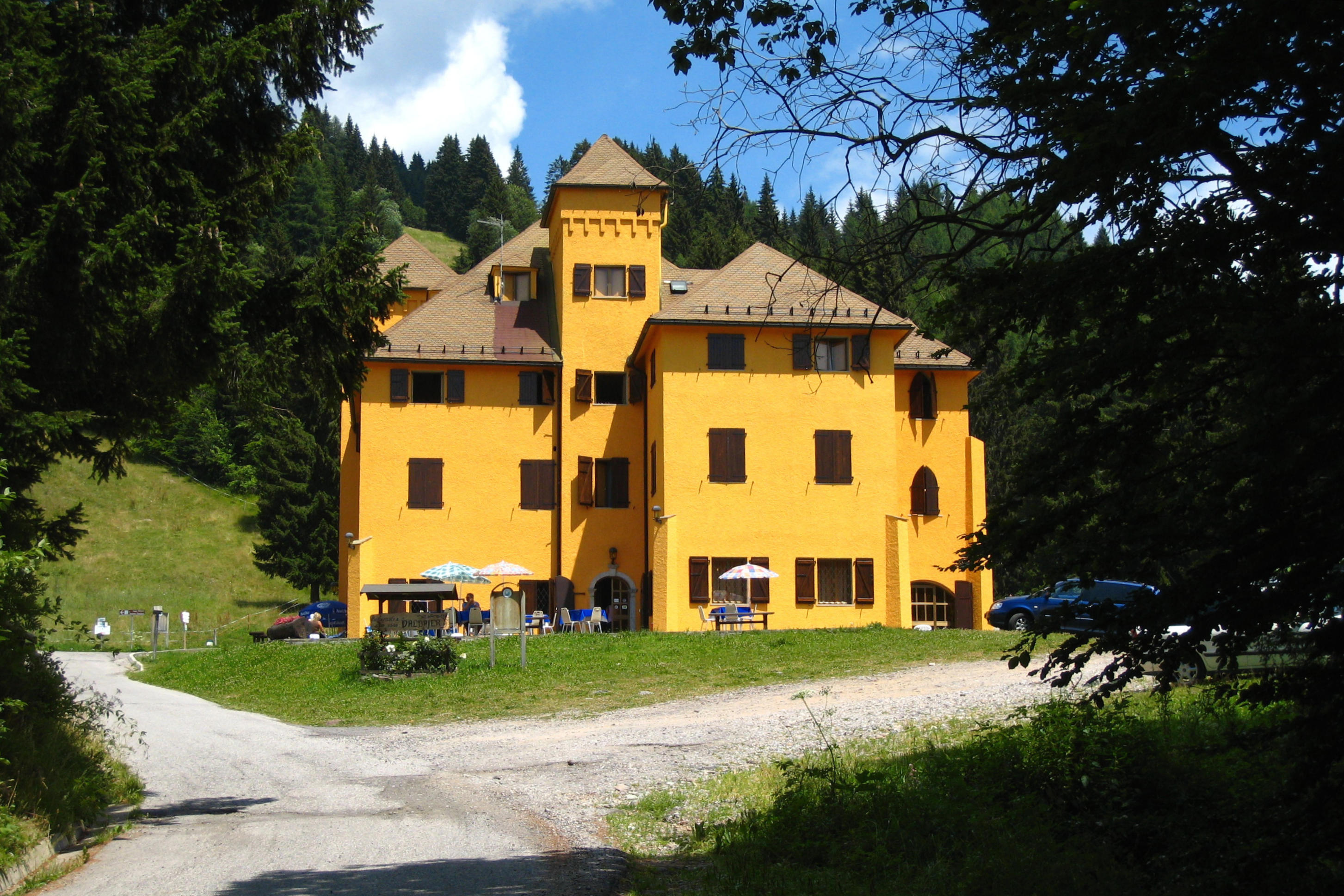
Castel Valdajer

Presso Ligosullo si trova il castello di Valdajer (ex albergo e ristorante), costruito da un certo colonnello Kreig, comandante del forte di Osoppo nella guerra tra Austria e Repubblica di Venezia nel 1488, secondo quanto riportato sulla chiave di volta dell'arco che sovrasta la porta principale del Castello
A Ligosullo è nato il poeta austriaco Jacob Nicolaus Craigher de Jachelutta (1797-1855), le cui liriche Franz Schubert (di cui il poeta era amico) diverse volte metterà in musica.
Sopra al centro abitato è presente la chiesa di San Nicolò Vescovo, sul quale campanile è presente un monumento ai caduti della grande guerra.
Sulla strada regionale UD 24, in direzione Paularo, dopo il bivio che porta in località Valdajer, è presente un cippo commemorativo agli emigranti friulano nel mondo creato nel 2010 in occasione del passaggio del Giro d'italia.

## Sport
Fino ai primi anni duemila in località Valdajer era presente un comprensorio sciistico comprendente 4 skilifts e 5 piste. Il gestore era privato. Il fabbricato è stato parzialmente smantellato, ma in certi punti è ancora possibile osservare ponti o piloni originali.
Il paese è stato soggetto al passaggio del Giro d'Italia per ben 3 volte, grazie alla presenza del Passo Duron e alla vicinanza con il Monte Zoncolan:
- Nell'edizione 2010, il 23 maggio, la tappa era la 15a: 218 km da Mestre fino alla cima del monte Zoncolan (versante di Ovaro). La tappa fu vinta dall'italiano Ivan Basso. La carovana rosa passò per Paularo e successivamente attraversò il Passo Duron
- Nell'edizione 2018, il 19 maggio, 14ª tappa: 186 km da San Vito al Tagliamento e con arrivo, anche in quest'edizione, alla cima del monte Zoncolan (versante di Ovaro). La tappa fu vinta dall'inglese Chris Froome.
- Nell'edizione 2024, 24 maggio, 19ª tappa: 154 km da Mortegliano fino a Sappada. La tappa fu vinta dal veneto Andrea Vendrame

Ogni anno, la terza domenica di settembre, è organizzata la Monte Dimon Race, in ricordo al compaesano Patrick Incardona. La gara è non competitiva e si sviluppa per 15 km in quasi tutta la catena del Dimon.

## Società

### Evoluzione demografica
Abitanti censiti; fino al 1936 è indicato il solo dato complessivo degli abitanti nell'ex comune, per gli ultimi censimenti si evidenzia in blu la popolazione residente nel centro abitato di Ligosullo, in verde quella residente nei vecchi confini comunali.